# Anik F1
Anik F1 ist ein Fernsehsatellit  der Anik-Reihe des kanadischen Satellitenbetreibers Telesat Canada.
Der Satellit wurde am 21. November 2000 mit einer Trägerrakete vom Typ Ariane 44L vom Weltraumbahnhof Kourou in Französisch-Guayana ins All befördert.
Der von Boeing Satellite Systems entwickelte Anik F1 basiert auf dem Satellitenbus Boeing 702, wiegt 4710 kg und war ursprünglich für eine Betriebszeit von 15 Jahren ausgelegt. Der Satellit hat einen Solarzellen-Defekt, der Grund für einen jahrelangen Rechtsstreit zwischen Telesat und Boeing war und der schließlich 2012 beigelegt wurde. Die Lebensdauer des Satelliten wurde 2012 auf weitere zehn Jahre (bis 2022) geschätzt, wenn im Laufe der Zeit Transponder abgeschaltet würden. Im November 2022 waren noch 16 Ku-Band-Transponder in Betrieb.

## Empfang
Der Satellit konnte ursprünglich in ganz Südamerika empfangen werden, der Empfang ist inzwischen auf Zentralamerika und die Karibik im Ku-Band beschränkt.